# Shenandoah County
Shenandoah County ist ein County im US-Bundesstaat Virginia der Vereinigten Staaten. Im Jahr 2020  hatte das County 44.186 Einwohner und eine Bevölkerungsdichte von 33,3 Einwohner pro Quadratkilometer. Der Verwaltungssitz (County Seat) ist Woodstock.

## Geographie
Shenandoah County liegt im Norden von Virginia, grenzt im Nordwesten an West Virginia und hat eine Fläche von 1327 Quadratkilometern, wovon ein Quadratkilometer Wasserfläche ist. Es grenzt im Uhrzeigersinn an folgende Countys: Frederick County, Warren County, Page County und Rockingham County.

## Geschichte
Gebildet wurde es 1772 aus Teilen des Dunmore County (nicht mehr existent). Benannt wurde es nach den Senedos, einem Indianerstamm. Während des Amerikanischen Bürgerkriegs fand hier am 15. Mai 1864 die Schlacht von New Market statt.

## Demografische Daten

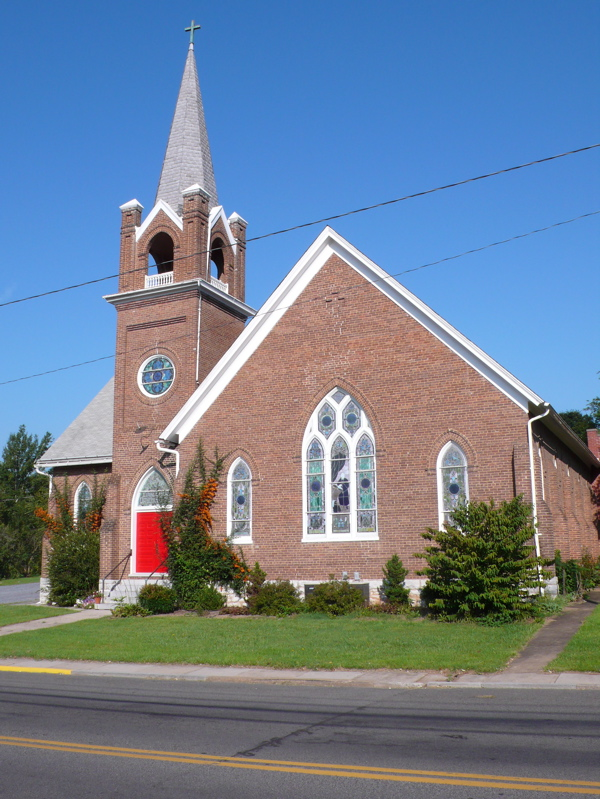
St Peters Kirche

Alterspyramide des Shenandoah County

Nach der Volkszählung im Jahr 2000 lebten im Shenandoah County 35.075 Menschen in 14.296 Haushalten und 10.064 Familien. Die Bevölkerungsdichte betrug 26 Einwohner pro Quadratkilometer. Ethnisch betrachtet setzte sich die Bevölkerung zusammen aus 95,60 Prozent Weißen, 1,17 Prozent Afroamerikanern, 0,18 Prozent amerikanischen Ureinwohnern, 0,35 Prozent Asiaten, 0,02 Prozent Bewohnern aus dem pazifischen Inselraum und 1,79 Prozent aus anderen ethnischen Gruppen; 0,89 Prozent stammten von zwei oder mehr Ethnien ab. 3,40 Prozent der Bevölkerung waren spanischer oder lateinamerikanischer Abstammung.
Von den 14.296 Haushalten hatten 28,1 Prozent Kinder und Jugendliche unter 18 Jahre, die bei ihnen lebten. 57,0 Prozent waren verheiratete, zusammenlebende Paare, 9,3 Prozent waren allein erziehende Mütter, 29,6 Prozent waren keine Familien, 25,1 Prozent waren Singlehaushalte und in 11,3 Prozent lebten Menschen im Alter von 65 Jahren oder darüber. Die Durchschnittshaushaltsgröße betrug 2,42 und die durchschnittliche Familiengröße lag bei 2,86 Personen.
Auf das gesamte County bezogen setzte sich die Bevölkerung zusammen aus 22,3 Prozent Einwohnern unter 18 Jahren, 6,6 Prozent zwischen 18 und 24 Jahren, 27,6 Prozent zwischen 25 und 44 Jahren, 26,2 Prozent zwischen 45 und 64 Jahren und 17,3 Prozent waren 65 Jahre alt oder darüber. Das Durchschnittsalter betrug 41 Jahre. Auf 100 weibliche Personen kamen 94,9 männliche Personen. Auf 100 Frauen im Alter von 18 Jahren oder darüber kamen statistisch 92,8 Männer.
Das jährliche Durchschnittseinkommen eines Haushalts betrug 39.173 USD, das Durchschnittseinkommen der Familien betrug 45.080 USD. Männer hatten ein Durchschnittseinkommen von 29.952 USD, Frauen 22.312 USD. Das Prokopfeinkommen betrug 19.755 USD. 5,8 Prozent der Familien und 8,2 Prozent der Bevölkerung lebten unterhalb der Armutsgrenze. Davon waren 12,1 Prozent Kinder oder Jugendliche unter 18 Jahre und 8,8 Prozent waren Menschen über 65 Jahre.